# Mansfield Parkyns

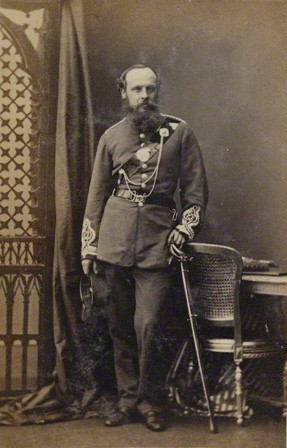
Mansfield Parkyns in 1861

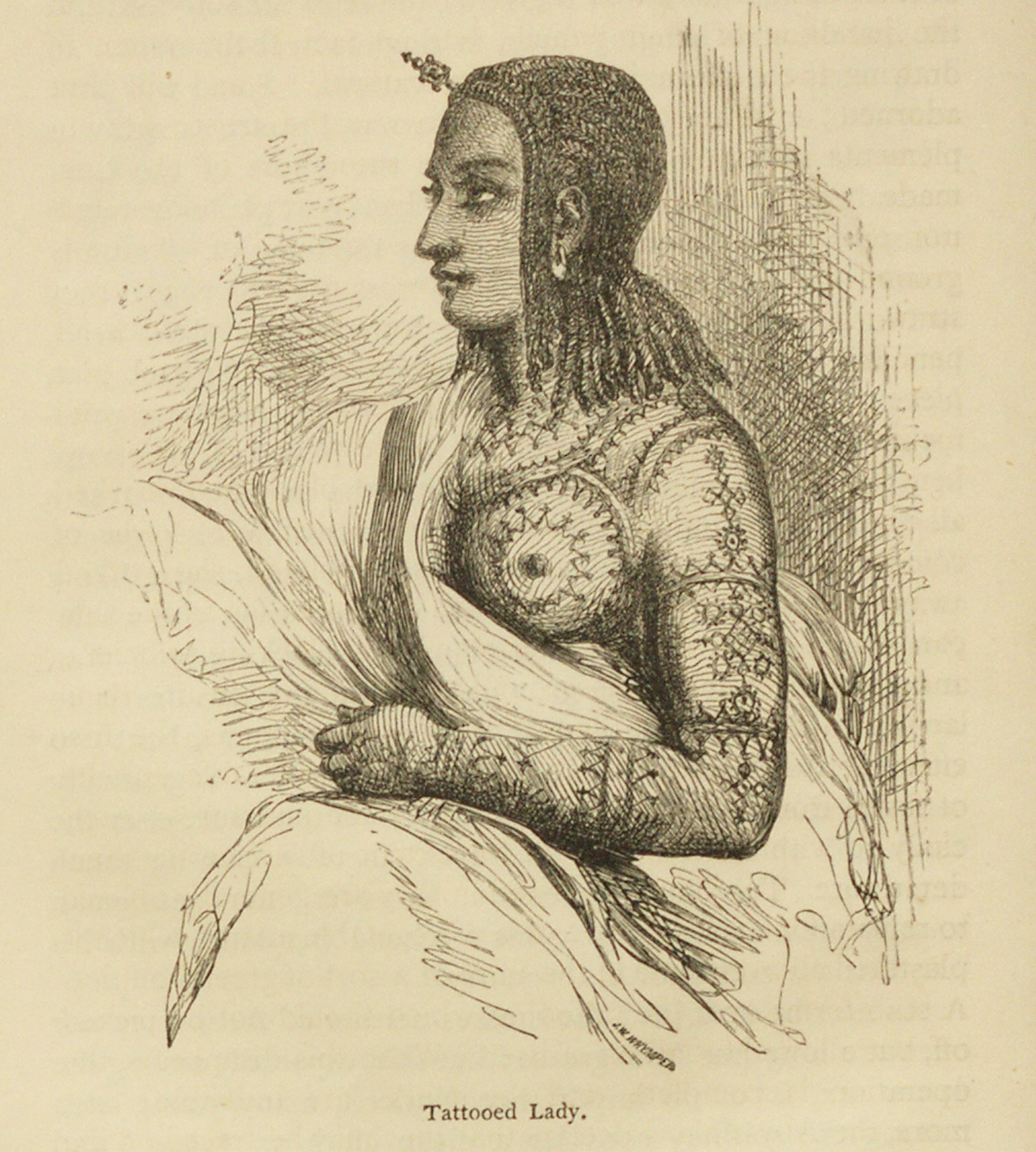
Tätowierte Frau, Illustration aus Life in Abyssinia

Mansfield Parkyns (16. Februar 1823 in Ruddington, Nottinghamshire – 12. Januar 1894 in Woodborough, Nottinghamshire) war ein britischer Afrikareisender und Reiseschriftsteller.

## Leben
Parkyns besuchte das Trinity College in Cambridge, ging aber 1839 ohne einen Abschluss ab. Er folgte seinem inneren Ruf nach Abenteuer und verließ Großbritannien. In Griechenland traf er den britischen Literat Richard Monckton Milnes, mit dem er dann eine Zeit lang unterwegs war. Parkyns erreichte im Herbst 1842 Istanbul; am 5. März 1843 verließ er Kairo zu einer Reise nach Abessinien. Ohne ein konkretes Vorhaben reiste er umherschweifend von Massaua nach Khartum, machte Beobachtungen und lernte über die Gebräuche des Landes. In Khartum traf der Wissenschaftler Francis Galton auf Parkyns; Parkyns wurde daraufhin Galton’s Reiseführer. Er heiratete die Abessinierin Tures, mit der er einen Sohn, John, hatte.
Nach über drei Jahren in Abessinien kehrte er 1846 alleine nach England zurück. Am 15. Februar 1850 wurde er zum Attaché der Botschaft in Istanbul berufen. Nach seiner erneuten Rückkehr nach England heiratete er am 14. September 1852 Emma Louisa Bethell und ließ sich in Woodborough nieder. Die beiden hatten acht Töchter. 1853 veröffentlichte er seine Reiseberichte unter dem Titel Life in Abyssinia, welche mit Beachtung aufgenommen wurden. So bestätigte Parkyns einige Beobachtungen von James Bruce, der Abessinien bereits 1770 bereiste.
In Nottinghamshire diente er in der örtlichen Miliz und erreichte den Rang eins Oberstleutnants. Im Jahre 1858 begann seine Tätigkeit am Insolvenzgericht, erst in Exeter und später in London. 1884 setzte er sich zur Ruhe.
Parkyns war ein aktives Mitglied der Royal Geographical Society und war wegen seiner Sprachkenntnisse gefragt. Er war auch ein talentierter Schnitzer, dessen Werke in der Kirche von Woodborough zu sehen waren.

## Werke
- Life in Abyssinia: Being Notes collected during three years’ Residence and Travels in that country 1. Ausgabe, 1853, Verlag John Murray
- Life in Abyssinia: Being Notes collected during three years’ Residence and Travels in that country 2. Ausgabe, 1868, Verlag John Murray